# 周遇奇
周遇奇（1944年—），湖南宁乡人，中国人民解放军将领、中国人民解放军中将。 
2002年，授予中国人民解放军中将，曾任广州军区副政治委员。 
2008年，当选第十一届全国政协常务委员，代表特别邀请人士，分入第五十五组。并担任教科文卫体委员会专委。